# مرصد الرياض
المرصد الحضري لمدينة الرياض ويعرف اختصارًا بمرصد الرياض هو مركز متخصص في وضع نظم مراقبة حضرية لرصد سير عمليات التنمية الحضرية للمدينة، ويهدف إلى فهم الوضع الحالي للمدينة ووضع تصور للاتجاهات المستقبلية، ومراقبة الإنجاز لتحقيق الأهداف واتخاذ القرارات.

## التأسيس
بدأت أول خطوات إنشاء المرصد في عام 2009م، من الهيئة العليا لتطوير مدينة الرياض؛ ومن ثم أُقرَّ الهيكل التنظيمي للمرصد الحضري الذي يتكون من مجلس ولجنة تنفيذية ومركز. ويترأس مجلس المرصد أمير المنطقة بالإضافة إلى أربعة عشر عضوا، وتتكون اللَّجنة التنفيذية من 15 عضوًا يمثلون أهم مصادر البيانات ذات الصلة بالمؤشرات الحضرية من القطاع الحكومي والقطاع الخاص.

## المهام
في عام 1434هـ أطلق المرصد الحضري لمدينة الرياض، المؤشرات الحضرية للدورة الأولى التي ضمت (80) مؤشراً، بعد إقرار نتائج تلك المؤشرات في اجتماع الهيئة الثاني لعام 1435هـ، وشملت الحدّ الأدنى من المؤشرات الحضرية العالمية بالإضافة إلى المؤشرات المحلية.
يعمل المرصد الحضري لمدينة الرياض على رصد وتقييم اتجاهات التنمية في مدينة الرياض من خلال إنتاج المؤشرات الحضرية التي تقدم معلومات موجزة عن الوضع الراهن والاتجاهات المستقبلية المتوقعة وتقيس مستوى الاستجابة للسياسات والبرامج التنفيذية حسب الأهداف لخطط التنمية المستدامة، ويتم ذلك ضمن إطار رصد عالمي يوفر خطة شاملة للرصد والتقييم ويسهل من عملية تحديد المؤشرات الأساسية ضمن مجموعات معيارية تُمكِّن من مقارنة التقدم مع المدن الأخرى ومؤشرات أخرى تعكس خصوصية مدينة الرياض من خلال تحديد الأولويات والقضايا الهامة في المدينة حسب أهداف المخطط الاستراتيجي الشامل لمدينة الرياض، ورؤية المملكة 2030، بالإضافة إلى أولويات الجهات المشاركة بالمرصد التي تشمل القطاع الحكومي والقطاع الخاص والمجتمع المدني.

## الإنجازات
في مارس 2017 حصل المرصد الحضري بمدينة الرياض على الشهادة الذهبية WCCD ISO 37120 من المجلس العالمي لبيانات المدن في كندا (WCCD).

## روابط خارجية
- الهيكل التنظيمي للمرصد الحضري لمدينة الرياض؛ ruo.gov.sa